# Дрітан Абазович
Дрітан Абазович (чорн. Дритан Абазовић / Dritan Abazović, алб. Dritan Abazoviq; нар. 25 грудня 1985, Ульцинь, Чорногорія) — чорногорський політичний діяч, лідер партії URA. Прем'єр-міністр Чорногорії з 28 квітня 2022 до 31 жовтня 2023 року. У минулому член парламенту (2012—2020), віцепрем'єр-міністр (2020—2022).

## Біографія
Дрітан Абазович народився 1985 року в Улціні в албанській родині. Закінчивши початкову та середню школу в Улціні, Абазович вступив на факультет політичних наук Сараєвського університету. Закінчив університет зі відзнаками «Золотий знак» та «Золота хартія». 2008 року здобув ступінь магістра на кафедрі міжнародних відносин факультету політичних наук Університету Чорногорії. 2019 року на факультеті політології Сараєвського університету Абазович захистив докторську дисертацію на тему «Глобальна політика — етичні аспекти глобалізації».
Абазович тривалий час співпрацював із неурядовими організаціями, які обстоюють захист прав людини, євроатлантичну інтеграцію та громадянський активізм. Займався проєктами, пов'язаними із просуванням мультикультуралізму у постконфліктних районах колишньої Югославії. Брав участь у міжнародних програмах, конференціях та семінарах. З 2005 до 2007 року був асистентом на факультеті політичних наук Сараєвського університету]. У 2009 році він закінчив курс вивчення проблем миру та вирішення конфліктів в Університеті Осло. У цьому університеті закінчив семінар із підвищення кваліфікації (Professional Development).
У 2011 році проживав у Сполучених Штатах, беручи участь у програмі Державного департаменту у Вашингтоні, округ Колумбія. З 2010 до 2012 року він був виконавчим директором місцевої телерадіокомпанії Teuta (Улцинь, Чорногорія). З 2010 до 2012 року був виконавчим директором НВО «Магнат» в Ульцині. У 2010 році він опублікував свою першу книгу «Космополітична культура і глобальна справедливість».
З 2010 року він працював учителем середньої школи в Ульцині, викладаючи соціологію культури, комунікації та історію релігії. Вільно володіє чорногорською, англійською та албанською мовами. У 2017 році підписав Декларацію про спільну мову чорногорців, хорватів, сербів та боснійців.

## Політична кар'єра
У 2012 році Абазович став одним із засновників політичної партії Позитивна Чорногорія, яка на парламентських виборах того ж року здобула сім місць у парламенті. Сам Абазович здобув депутатський мандат. У 2014 році він залишив партію та залишався незалежним депутатом до 2015 року, коли приєднався до Цивільного руху URA (Об'єднана реформістська дія). Незабаром він очолив рух.
На парламентських виборах 2020 року очолив об'єднання «Чорним по білому», яке здобуло чотири місця у парламенті. Після виборів партія Абазовича об'єдналася у коаліцію з іншими опозиційними силами: «За майбутнє Чорногорії» Здравка Кривокапича та «Світ — наша нація» Олекси Бечича. У грудні 2020 року коаліція сформувала уряд Здравка Кривокапича, в якому Абазович здобув посаду віцепрем'єр-міністра. 4 лютого 2022 року з ініціативи Абазовича парламент виніс вотум недовіри уряду Здравка Кривокапича.
28 квітня 2022 року парламент Чорногорії обрав Абазовича прем'єр-міністром. 46 із 81 депутатів проголосували «за».
3 серпня 2022 року Абазович, якого вважають прозахідним політиком, без обговорення в парламенті підписав Основну угоду з патріархом Сербської православної церкви Порфирієм, яка підтверджує право власності СПЦ на всі православні культові споруди у країні, усупереч інтересам невизнаної Чорногорської православної церкви.
20 серпня 2022 року парламент Чорногорії проголосував за вотум недовіри уряду Абазовича, ініційований партією президента Мило Джукановича та меншими партіями керівної коаліції. Це рішення підтримали 50 депутатів із 81.